# Conus zapatosensis
Espèce
Statut de conservation UICN

 LC  : Préoccupation mineure
Conus zapatosensis est une espèce de mollusques gastéropodes marins de la famille des Conidae.
Comme toutes les espèces du genre Conus, ces escargots sont prédateurs et venimeux. Ils sont capables de « piquer » les humains et doivent donc être manipulés avec précaution, voire pas du tout.

## Description
La taille de la coquille varie entre 19 mm et 49 mm.

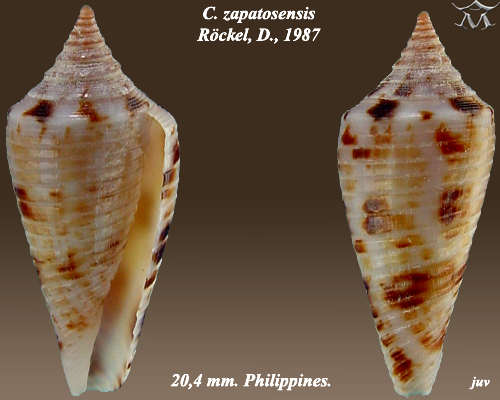
Conus zapatosensis Röckel, D., 1987 (juv.)

## Distribution
L'aire de répartition de Conus zapatosensis se limite au centre et au sud des Philippines avec un spécimen douteux signalé à Singapour. La localité type se situe près des îles Zapatos, Negros, aux Philippines. Les paratypes proviennent de Marinduque et de Burias Straight. 

### Niveau de risque d’extinction de l’espèce
Selon l'analyse de l'UICN réalisée en 2011 pour la définition du niveau de risque d'extinction, cette espèce est endémique aux Philippines où elle est commune dans son aire de répartition. Il n'y a pas de menaces majeures connues pour cette espèce. Cette espèce est classée dans la catégorie "préoccupation mineure".

## Taxonomie

### Publication originale
L'espèce Conus zapatosensis a été décrite pour la première fois en 1987 par le malacologiste allemand Dieter Röckel (d) dans « Spixiana »,.

### Synonymes
- Conus (Phasmoconus) zapatosensis Röckel, 1987 · appellation alternative
- Phasmoconus zapatosensis (Röckel, 1987) · non accepté